# 11708 Kathyfries
11708 Kathyfries è un asteroide della fascia principale. Scoperto nel 1998, presenta un'orbita caratterizzata da un semiasse maggiore pari a 2,1350646 au e da un'eccentricità di 0,1167405, inclinata di 2,51567° rispetto all'eclittica.